# 亳城市
亳城市，中国旧市名。
1948年，中共政权进驻后由亳县城区设置，治所在今安徽省亳州市市区。1950年撤销，仍并入亳县。 